# Андрей Бунджулов
Андрей Викторов Бунджулов е български политик от Българската комунистическа партия (днес Българска социалистическа партия, БСП), по-късно – от Евролевицата и Политическо движение Социалдемократи.

## Биография
Андрей Бунджулов е роден 27 ноември 1955 г. в Москва. През 1976 г. завършва социология в Софийския държавен университет. Бил е заместник-секретар на факултетния комитет и член на Бюрото на университетския комитет на ДКМС. От 1976 г. е стажант-асистент в Центъра по теория и управления на идеологическия процес към АОНСУ при ЦК на БКП. От 1979 до 1981 г. асистент към Катедрата по социология на Софийския университет и секретар на Градския комитет на ДКМС в София. През 1981 г. става секретар на ЦК на Димитровския комунистическия младежки съюз. Работи в Националния център за изследване на общественото мнение (1990 – 1992) и Института за критически социални изследвания. От 1997 г. преподава в Пловдивския университет „Паисий Хилендарски“, където става доцент през 1999 г. От 2007 г. е доцент в Университета за национално и световно стопанство.
Доктор по социология с дисертация на тема „Граници в конструиране на социални светове: модерност и хетеротопии“ (1996). Доктор на социологическите науки с дисертация на тема „Власт и видимост. Към една историческа социология на политическите видимости“, защитена в Университета за национално и световно стопанство (2019).
През 1986 г. Андрей Бунджулов оглавява Димитровския комунистически младежки съюз и остава на този пост до 1989 година. От 13 декември 1988 до 1990 г. е член на ЦК на БКП. Член е на Държавния съвет на НРБ. В началото на 90-те години е в ръководството на Обединението за социална демокрация, фракция на БСП, а по-късно участва в основаването на Евролевицата и Политическо движение Социалдемократи. От 2005 година е секретар на президента Георги Първанов.